# Daegwallyeong
Daegwallyeong  (대관령면?, 大關嶺面?, Daegwallyeong-myeonLR, Taegwallyŏng-myŏnMR) è una cittadina (Myeon) sudcoreana della contea di Pyeongchang, nella provincia di Gangwon. Fino al 2007 era conosciuta con il nome di Doam (도암면?, 道岩面?, Doam-myeonLR).

## Clima
Il clima è generalmente di tipo continentale.
| Daegwallyeong (1981-2010) Fonte: 기상청              | Mesi         | Mesi         | Mesi         | Mesi         | Mesi        | Mesi        | Mesi        | Mesi        | Mesi        | Mesi        | Mesi         | Mesi         | Stagioni | Stagioni | Stagioni | Stagioni | Anno    |
| Daegwallyeong (1981-2010) Fonte: 기상청              | Gen          | Feb          | Mar          | Apr          | Mag         | Giu         | Lug         | Ago         | Set         | Ott         | Nov          | Dic          | Inv      | Pri      | Est      | Aut      | Anno    |
| ---------------------------------------------------- | ------------ | ------------ | ------------ | ------------ | ----------- | ----------- | ----------- | ----------- | ----------- | ----------- | ------------ | ------------ | -------- | -------- | -------- | -------- | ------- |
| T. max. media (°C)                                   | −1,8         | 0,6          | 5,5          | 12,9         | 18,4        | 21,3        | 23,4        | 23,6        | 19,4        | 14,6        | 7,5          | 0,5          | −0,2     | 12,3     | 22,8     | 13,8     | 12,2    |
| T. media (°C)                                        | −6,9         | −4,6         | 0,4          | 7,0          | 12,5        | 16,2        | 19,6        | 19,7        | 14,6        | 8,8         | 2,3          | −4,5         | −5,3     | 6,6      | 18,5     | 8,6      | 7,1     |
| T. min. media (°C)                                   | −12,2        | −10,1        | −4,7         | 1,2          | 6,8         | 11,6        | 16,6        | 16,5        | 10,4        | 3,5         | −2,6         | −9,4         | −10,6    | 1,1      | 14,9     | 3,8      | 2,3     |
| T. max. assoluta (°C)                                | 9,3 (2020)   | 16,5 (2004)  | 20,5 (2020)  | 30,1 (2005)  | 31,0 (1983) | 32,3 (2005) | 32,9 (2018) | 32,7 (1973) | 29,0 (2010) | 26,1 (2021) | 21,5 (2003)  | 13,5 (2002)  | 16,5     | 31,0     | 32,9     | 29,0     | 32,9    |
| T. min. assoluta (°C)                                | −28,9 (1974) | −27,6 (1978) | −23,0 (1983) | −14,6 (1972) | −4,7 (1977) | −1,7 (2010) | 4,4 (1976)  | 3,3 (1977)  | −2,3 (1980) | −9,9 (1982) | −18,7 (1973) | −24,7 (1980) | −28,9    | −23,0    | −1,7     | −18,7    | −28,9   |
| Giorni di calura (Tmax ≥ 30 °C)                      | 0,0          | 0,0          | 0,0          | 0,0          | 0,1         | 0,2         | 0,8         | 1,0         | 0,0         | 0,0         | 0,0          | 0,0          | 0,0      | 0,1      | 2,0      | 0,0      | 2,1     |
| Giorni di gelo (Tmin ≤ 0 °C)                         | 30,8         | 27,7         | 26,8         | 11,8         | 0,6         | 0,0         | 0,0         | 0,0         | 0,0         | 6,3         | 21,7         | 30,4         | 88,9     | 39,2     | 0,0      | 28,0     | 156,1   |
| Giorni di ghiaccio (Tmax ≤ 0 °C)                     | 20,8         | 13,1         | 4,4          | 0,1          | 0,0         | 0,0         | 0,0         | 0,0         | 0,0         | 0,0         | 1,8          | 13,2         | 47,1     | 4,5      | 0,0      | 1,8      | 53,4    |
| Precipitazioni (mm)                                  | 53,1         | 49,2         | 72,6         | 93,5         | 108,2       | 162,5       | 336,3       | 368,4       | 249,6       | 97,6        | 69,4         | 34,7         | 137,0    | 274,3    | 867,2    | 416,6    | 1 695,1 |
| Giorni di pioggia                                    | 9,4          | 8,9          | 11,2         | 10,4         | 10,8        | 12,9        | 17,8        | 18,1        | 13,1        | 8,9         | 10,2         | 8,5          | 26,8     | 32,4     | 48,8     | 32,2     | 140,2   |
| Umidità relativa media (%)                           | 66,3         | 65,7         | 65,8         | 61,9         | 67,5        | 79,4        | 86,2        | 87,2        | 85,5        | 76,8        | 70,3         | 66,6         | 66,2     | 65,1     | 84,3     | 77,5     | 73,3    |
| Radiazione solare globale media (centesimi di MJ/m²) | 285,12       | 339,4        | 450,63       | 519,0        | 593,22      | 528,76      | 441,04      | 404,9       | 369,3       | 357,85      | 259,55       | 252,56       | 877,1    | 1 562,9  | 1 374,7  | 986,7    | 4 801,3 |
| Ore di soleggiamento mensili                         | 199,3        | 193,5        | 210,9        | 223,1        | 237,2       | 192,4       | 143,0       | 138,2       | 149,6       | 196,2       | 177,2        | 193,3        | 586,1    | 671,2    | 473,6    | 523,0    | 2 253,9 |
| Pressione a 0 metri s.l.m. (hPa)                     | 1 023,6      | 1 022,2      | 1 018,8      | 1 014,4      | 1 010,7     | 1 007,9     | 1 006,8     | 1 009,1     | 1 014,6     | 1 019,5     | 1 022,0      | 1 023,8      | 1 023,2  | 1 014,6  | 1 007,9  | 1 018,7  | 1 016,1 |
| Tensione di vapore (hPa)                             | 2,8          | 3,1          | 4,2          | 6,1          | 9,6         | 14,5        | 19,7        | 20,1        | 14,4        | 8,9         | 5,4          | 3,3          | 3,1      | 6,6      | 18,1     | 9,6      | 9,3     |
| Vento (direzione-m/s)                                | 4,8          | 4,4          | 4,2          | 4,3          | 3,9         | 2,9         | 3,3         | 2,7         | 2,4         | 3,2         | 4,3          | 4,9          | 4,7      | 4,1      | 3,0      | 3,3      | 3,8     |

## Turismo e sport
Daegwallyeong ospita Yongpyong, il più grande comprensorio sciistico del paese, la stazione sciistica Alpensia nonché l'impianto Alpensia Sliding Centre, che ospita le gare di bob, slittino e skeleton. Entrambe saranno sede di diverse discipline durante i prossimi Giochi olimpici invernali del 2018.